# Cristina de Hesse
Cristina de Hesse (en alemán, Christine von Hessen; Kassel, 29 de junio de 1543-Kiel, 13 de mayo de 1604) fue duquesa consorte de Holstein-Gottorp como esposa del duque Adolfo de Holstein-Gottorp. Ella ejerció cierta influencia política como viuda después de 1586.

## Biografía
Cristina nació en Kassel como hija de landgrave Felipe I de Hesse y de su esposa, Cristina de Sajonia. Se le dio una estricta educación protestante por su tía Isabel, duquesa viuda de Sajonia, pues su madre murió en su sexto año de vida.
Ella recibió una propuesta de matrimonio del rey Erico XIV de Suecia, pero esto no ocurrió, pues su padre prefirió a uno de sus confidentes. 
Se casó el 17 de diciembre de 1564 en Gottorp con el duque Adolfo de Holstein-Gottorp (1526-1586). La celebración de la boda dio lugar a un escándalo, cuando los invitados a la recepción de la boda consumieron demasiado alcohol. En 1565, el ala del Castillo de Gottorp, en la que la pareja tenía sus aposentos privados, fue reducida a cenizas; mientras que los efectos personales y también dinero contante habían sido destruidos.
Cristina se encargó diligentemente de educar a sus hijos. Como duquesa, Cristina apoyó iglesias y escuelas y otorgó becas para estudiantes en la teología. Ella estaba interesada en la medicina, y también fabricaba sus propios medicamentos. 
Como viuda después de 1586, defendió los derechos de su hijo Felipe contra el consejo. Cristina escribió un libro de salmos Geistliche Psalmen und Lieder (Schleswig, 1590) y otro de oraciones Gebetbuch (Lübeck, 1601).

## Descendencia
De su matrimonio con el duque Adolfo de Holstein-Gottorp tuvo los siguientes hijos: 
- Federico II (21 de abril de 1568-15 de junio de 1587), sucesor de su padre.
- Sofía (1569-1634), casada el 17 de febrero de 1588 con el duque Juan VII de Mecklemburgo.
- Felipe (1570-1590), sucesor de su hermano Federico II en el ducado.
- Cristina (1573-1625), casada con el rey Carlos IX de Suecia. Fue la madre del rey Gustavo II Adolfo.
- Isabel (1574-1587).
- Juan Adolfo (1575-1616), arzobispo luterano de Bremen (1585-1596), príncipe-obispo luterano de Lübeck (1586-1607) y sucesor de su hermano Felipe en el ducado.
- Ana (1575-1625), casada con el conde Enno III de Frisia Oriental. Fue la abuela materna de Ana María de Mecklemburgo-Schwerin.
- Cristián (1576-1577).
- Inés (1578-1627).
- Juan Federico (1579-1634), arzobispo luterano de Bremen (1596-1634) y obispo luterano de Verden (1631-1634).